# مسجد میرزا موسی
مسجد میرزا موسی مربوط به دوره قاجار است و در تهران، بازاربزرگ، پله نوروزخان، بازار مسجد جامع واقع شده و این اثر در تاریخ ۲۵ مهر ۱۳۸۳ با شمارهٔ ثبت ۱۱۱۹۸ به‌عنوان یکی از آثار ملی ایران به ثبت رسیده است.